# Ben Bagdikian
Ben-Hur Haig Bagdikian (Marash, Imperio Otomano; 30 de enero de 1920 - Berkeley, California; 11 de marzo de 2016) fue un periodista, crítico, comentarista y profesor de universidad armenio-estadounidense.
Su familia sobrevivió al genocidio armenio. Se trasladó a los Estados Unidos cuando era un bebé y comenzó la carrera de periodismo después de servir en la Segunda Guerra Mundial. Trabajó como reportero local, periodista de investigación y corresponsal extranjero para The Providence Journal. Ganó un premio Peabody y un Pulitzer. En 1971, recibió partes de los Papeles del Pentágono de manos de Daniel Ellsberg y logró persuadir a The Washington Post para que los publicara a pesar de las objeciones y amenazas de la administración de Richard Nixon. Posterior a su carrera periodística, Bagdikian ejerció como profesor en la Universidad de California, Berkeley, donde fue decano entre 1985 a 1988.

## Biografía
Ben-Hur Haig Bagdikian había nacido en la ciudad de Marash, en el extinto Valiato de Alepo del Imperio Otomano, el 30 de enero de 1920, siendo el quinto y el más joven hijo de Aram Toros "Theodore" Bagdikian (1882-1957) y Dudeh "Daisy" Uvezian (1886-1923). Tenía cuatro hermanas. La familia de su madre era acomodada, mientras que su padre, procedente de una familia campesina, llegó a realizar trabajos de posgrado en la Universidad Americana de Beirut. La familia vivió principalmente en la ciudad de Tarso, donde su padre enseñaba física y química en el St. Paul's College. Además del turco y el armenio, manejaba bien el inglés y el árabe.
Su familia dejó Marash el 9 de febrero de 1920, solo diez días después del nacimiento de Ben. Se fueron durante el genocidio armenio, cuando las fuerzas turcas llegaron a la ciudad, mientras que los franceses se retiraron. Llegaron a los Estados Unidos, donde se instalaron primero en Boston y más adelante en Stoneham (Massachusetts). Su padre fue pastor en varias iglesias armenias en el área de Boston y Worcester, después de haber sido ordenado sacerdote y tomar cursos en el Harvard Divinity School. A su madre se le diagnosticó tuberculosis al poco de su llegada a Boston y murió tres años después, después de pasar hospitalizada en sanatorios.
Bagdikian fue conocido durante toda su vida como Ben, aunque su nombre bautismal fue Ben-Hur, en honor a la novela histórica de temática cristiana Ben-Hur, de Lewis Wallace. Aspiraba inicialmente a convertirse en médico. Se graduó en Stoneham High School en 1937. Posteriormente asistió a la Universidad Clark como estudiante de pregrado en Medicina. Llegó a ser editor de The Clark News, el periódico universitario. El rector de la universidad, Wallace Walter Atwood, sospechaba que estaba demasiado asociado con el comunismo. Habiendo tomado muchos cursos de química, buscó postularse para un trabajo como químico al graduarse de Clark en 1941. Tuvo la oportunidad de trabajar como asistente de laboratorio en Monsanto en Springfield, Massachusetts. Aunque finalmente acabaría decantando su vida profesional a la edición periodística.
Bagdikian murió en su casa en Berkeley (California) el 11 de marzo de 2016, a los 96 años. Se llevó a cabo un servicio conmemorativo en la Iglesia Unitaria Universalista de Berkeley el 2 de junio de 2016.

## Carrera profesional
A lo largo de su carrera profesional como periodista, Bagdikian contribuyó con artículos, crónicas y colaboraciones con más de 200 revistas y diarios nacionales. Durante sus años universitarios, Bagdikian trabajó como reportero para Worcester Gazette y Springfield Morning Union. Tras la Segunda Guerra Mundial se unió brevemente al personal de Flying Traveller, una revista para vuelos privados en Nueva York.
Bagdikian comenzó a trabajar para The Providence Journal en el año 1947 como reportero y jefe de la oficina de Washington D. C. También se desempeñó como reportero local. Bagdikian y el editor del periódico, Sevellon Brown, ganaron un premio Peabody en 1951 por su "revisión más precisa, completa y legible de las transmisiones" de Walter Winchell, Drew Pearson y Fulton Lewis, destacados comentaristas de radio y televisión estadounidenses. Fue miembro del personal que recibió el Premio Pulitzer de Reporterismo Local en 1953 por la cobertura de un robo a un banco en East Providence (incluida la persecución policial y el enfrentamiento de rehenes que siguió) que resultó en la muerte de un policía. Bagdikian describió más tarde el periódico como uno de los mejores del país, además de sus editoriales pro republicanos y antisindicales.
Como corresponsal extranjero en Oriente Medio, cubrió la crisis de Suez en el otoño de 1956 con un equipo de tanques israelí. En 1957, Bagdikian cubrió el movimiento de derechos civiles, especialmente la crisis en Little Rock (Arkansas). En el otoño de ese año viajó al sur con el reportero afroamericano James "Jim" N. Rhea para cubrir el descontento generalizado de los blancos con la orden de la Corte Suprema de eliminar la segregación de las escuelas públicas.
Bagdikian abandonó el Providence Journal en 1961 y comenzó una carrera independiente. Investigó asuntos de medios en la Biblioteca del Congreso con la Beca Guggenheim que le fue otorgada ese mismo año. Posteriormente, trabajó como editor en Washington D. C. como editor de The Saturday Evening Post entre 1963 y 1967. También escribió para The New York Times Magazine cuando se centró en cuestiones sociales, como la pobreza, la vivienda y la migración. Bagdikian investigó los medios de comunicación de la RAND Corporation en 1969-1970 y publicó un libro titulado The Information Machines: Their Impact on Men and the Media  (1971)․ Edwin B. Parker, profesor de la Universidad de Stanford, elogió el informe por su legibilidad y la amplitud y profundidad de la "percepción de Bagdikian de las tendencias tecnológicas y económicas y su conocimiento de las posibles consecuencias sociales y políticas".
En el año 1970 Bagdikian se unió a The Washington Post, donde desempeñaría cargo de editor adjunto y en 1972 como defensor del lector.
En junio de 1971, Bagdikian, como editor adjunto de noticias nacionales en el Post, se reunió con el analista militar Daniel Ellsberg, quien llegó a entregarle más de 4.000 fotocopias con los archivos conocidos posteriormente como los Papeles del Pentágono, extractos de los cuales fueron publicados por The New York Times días antes y suspendidos por un juez federal. Si bien los abogados y la gerencia del Post se opusieron, Bagdikian argumentó firmemente a favor de la publicación de los documentos a pesar de la presión de la administración de Nixon de no hacerlo por motivos de seguridad nacional. Bagdikian declaró: "la (única) forma de hacer valer el derecho a publicar es publicar". La primera parte de la historia fue publicada por el Post el 18 de junio de 1971. William Rehnquist telefoneó al editor ejecutivo del Post, Ben Bradlee, y lo amenazó con enjuiciarlo si no se detenía la publicación de los documentos. En una decisión histórica, la Corte Suprema decidió con una votación de 6–3 que "para ejercer una moderación previa, el Gobierno debe mostrar pruebas suficientes de que la publicación causaría un peligro 'grave e irreparable'".
Pocos meses después de la publicación de los Papeles del Pentágono, Bagdikian se convirtió en un preso encubierto en la Institución Correccional del Estado de Huntingdon, una prisión de máxima seguridad en Pensilvania, para exponer las duras condiciones de la prisión. Con permiso del fiscal general de Pensilvania, se disfrazó de asesino para observar la vida en prisión sin el conocimiento de nadie dentro de la prisión. Allí permaneció seis días y su serie de ocho partes sobre las condiciones de la prisión fue publicada en el Post del 29 de enero al 6 de febrero de 1972. Informó "tensión racial generalizada tras las rejas, estallidos de violencia, 'homosexualismo' abierto y un código de etiqueta elaborado, aunque frágil". Bagdikian abandonaría el Post en agosto de 1972 después de chocar con Bradlee "como conducto de quejas externas e internas".
Tras su paso por Washington, Bagdikian escribió para la Columbia Journalism Review entre 1972 y 1974. Enseñó en la Universidad de California, Berkeley desde 1976 hasta su jubilación en 1990. Impartió cursos como Introducción al periodismo y Ética en el periodismo. Fue decano de la Escuela de Graduados de Periodismo de UC Berkeley de 1985 a 1988. Fue nombrado Profesor Emérito a su partida.